# Søren Larsen (fodboldspiller)
 Der er flere personer med dette navn, se Søren Larsen.
Søren Larsen (født 6. september 1981) er en tidligere dansk fodboldspiller, der primært spillede forreste angriber. Han fik sit gennembrud i Djurgårdens IF, hvilket både medførte en kontrakt med det tyske storhold FC Schalke 04 og debut på landsholdet i 2005. Efter syv år i forskellige udenlandske klubber kom han tilbage til Danmark, hvor han skrev kontrakt med AGF, der blev hans sidste klub som aktiv spiller. Han blev, særligt mod slutningen af karrieren, ramt af en del skader, og kort før genoptagelsen af Superligaen i februar 2014 måtte han erkende, at knæet ikke holdt mere, hvorpå han stoppede karrieren.

## Klubkarriere
Søren Larsens professionelle karriere begyndte i Køge Boldklub, hvorfra han kom til Brøndby IF og siden BK Frem, inden han i 2004 skiftede til Djurgårdens IF i Sverige. Her fik han sit gennembrud og blev svensk pokalmester i 2004 og svensk mester i 2005. I 2005 blev han solgt til FC Schalke 04 for 17,5 mio. kr. Efter indledende succes i denne klub blev han ramt af skader, og han blev i 2008 solgt til Toulouse FC i Frankrig, men også her var han plaget af skader og spillede kun få kampe i sin første sæson. Han blev i den følgende sæson udlejet til tyske MSV Duisburg, hvor han fik lidt flere kampe, men stadig ikke var helt på toppen på grund af sine skadesproblemer. 31. januar 2011 blev han udlejet til Feyenoord i Holland. 12. juli 2011 blev han fritstillet fra Toulouse, og dagen efter blev Søren Larsen præsenteret i den danske klub AGF med trøjenummer 14.
Larsen fik en varm modtagelse af AGF-tilhængerne, og skønt han ikke var i form, fik han allerede i sæsonens første kamp debut med en indskiftning mod kampens slutning. I de følgende kampe fik han gradvis mere spilletid, idet han blev skiftet ind tidligere, og i sæsonens tredje kamp mod OB scorede han sit første mål for AGF.
Også hos AGF var han i perioder ramt af skader, men et skadesfrit efterår 2013 gav ham optimismen tilbage. Imidlertid viste optakten til foråret 2014, at den var gal med knæet igen, og han meddelte i første omgang, at han ville stoppe karrierer, når hans kontrakt med AGF udløb i sommeren 2014. Blot en uge senere måtte han erkende, at han var nødt til at stoppe med øjeblikkelig virkning.
Søren Larsen udgav i samarbejde med journalisten Lasse Juncher sin selvbiografi Kampen - et liv i fodboldens tjeneste fra forlaget Lindhardt og Ringhof. Bogen tager afsæt i Larsens - til tider turbulente - opvækst i Køge og den videre færd mod udlandseventyr og landsholdsmål i en karriere plaget af skader og glimt af storhed.

## Landsholdskarriere
Søren Larsen spillede en lang række landskampe som ungdomsspiller, specielt på U/17- og U/19-landsholdene. Han fik sin landsholdsdebut i 2005 mod Finland, og han scorede flittigt i de første kampe i rødt og hvidt. Landsholdskarrieren blev imidlertid bremset af skaderne, så det blev kun til få landskampe i perioden 2006-2008. Efter flere kampe i kvalifikationsturneringen, hvoraf flere dog var som indskifter, blev Søren Larsen udtaget til slutrunden til VM i 2010 i Sydafrika. I alt spillede han 20 landskampe og scorede 11 mål.

## Søren Larsens titler
- Svensk mester med Djurgaardens IF i 2005.
- Svensk pokalvinder med Djurgaardens IF i 2004.
- Kåret til den bedste angriber i svensk fodbold i 2005.